# R-型小行星
R-型小行星是亮度中等，相對來說在小行星主帶內側是不常見的，它的光譜介於V-型小行星和A-型小行星之間。它的光譜在1和2微米間顯示不同的橄欖石和輝石的性質，可能還有斜長石，和截止在0.7微米非常偏紅的光譜。
紅外線天文衛星任務將灶神星、148 高盧星、246 Asporina、349 Dembowska、571 Dulcinea和937 Bethgea歸類為R-型；但是，重新分類時將灶神星當成V-型的原型，是值得商榷的。 